# Новомошковское
Новомошковское — село в Мошковском районе Новосибирской области. Административный центр Новомошковского сельсовета.

## География
Площадь села — 96 гектаров.

## История
В 1976 году указом Президиума Верховного Совета РСФСР село Октябрьское переименовано в Новомошковское.

## Население
| 2002 | 2007 | 2010 |
| ---- | ---- | ---- |
| 865  | ↗915 | ↘902 |

## Улицы
| - ул. Береговая, - ул. Вечерняя, - ул. Гагарина, - ул. Зелёная, - ул. Коммунальная, - ул. Комсомольская, | - ул. Кооперативная, - ул. Мира, - пер. Молодёжный, - ул. Новая, - ул. Овражная, - пер. Октябрьский, | - пер. Светлый, - ул. Тихая, - ул. Трудовая, - ул. Центральная, - пер. Школьный. |

## Инфраструктура
В селе по данным на 2007 год функционируют 1 учреждение здравоохранения и 2 учреждения образования.